# Sân bay quốc tế Camilo Daza
Sân bay quốc tế Camilo Daza (tiếng Tây Ban Nha: Aeropuerto Internacional Camilo Daza) (IATA: CUC, ICAO: SKCC) là một sân bay dân sự ở Cúcuta, Colombia. Sân bay này phục vụ tỉnh Norte de Santander(tiếng Tây Ban Nha: North Santander State). Sân bay này có 2 đường cất hạ cánh có bề mặt asphalt.

## Các hãng hàng không và các tuyến điểm
- Aerolínea de Antioquia (Bucaramanga, Medellín-Olaya Herrera)
- AeroRepública (Bogotá)
- AIRES (Bucaramanga, Medellín-Olaya Herrera)
- Avianca (Bogotá)
  - Avianca operated by SAM (Bogotá)
- SATENA (Bucaramanga, Medellín-Olaya Herrera)